# Prix littéraires 2016
Liste des prix littéraires décernés au cours de l'année 2016 :

## Prix internationaux
- Prix Nobel de littérature : Bob Dylan (États-Unis)
- Prix européen de littérature : Jaan Kaplinski (Estonie)
- Prix Princesse des Asturies de littérature : Richard Ford (États-Unis)
- Prix de littérature francophone Jean Arp : Petr Král
- Prix des cinq continents de la francophonie : Fawzia Zouari (Tunisie) pour Le Corps de ma mère
- Grand prix de littérature du Conseil nordique : Katarina Frostenson (Suède) pour Sånger og formler
- Grand prix littéraire d'Afrique noire : Blick Bassy (Cameroun) pour Le Moabi Cinéma.
- Prix international Booker : Han Kang (Corée du Sud) pour The Vegetarian (Chaesikjuuija; La Végétarienne)
- Prix littéraire international de Dublin : Akhil Sharma (États-Unis) pour Family Life (Notre famille)
- Prix Cervantes : Eduardo Mendoza (Espagne)
- Prix Senghor du premier roman francophone et francophile : Ali Zamir (Comores) pour Anguille sous roche
- Prix Carbet de la Caraïbe et du Tout-Monde :  Anthony Phelps (Haïti) pour l'ensemble de son œuvre
- Prix Casa de las Américas : Raphaël Confiant (France) pour Le bataillon créole
- Neustadt International Prize for Literature : Dubravka Ugrešić (Croatie)
- Prix commémoratif Astrid-Lindgren : Meg Rosoff (États-Unis d'Amérique)[1]

## Allemagne
- Prix Georg-Büchner : Marcel Beyer
- Prix Friedrich Hölderlin (Bad Homburg) : Christoph Peters (de)

## Belgique
- Prix Marcel-Thiry : Delia on My Mind de Kenan Görgün
- Prix Victor-Rossel : Danse de la vie brève d’Hubert Antoine

## Canada
- Grand prix du livre de Montréal: Anaïs Barbeau-Lavalette pour La Femme qui fuit
- Prix Athanase-David : Claude Jasmin
- Prix littéraires du Gouverneur général 2016 :
  - Catégorie « Romans et nouvelles de langue anglaise » : Madeleine Thien Do Not Say We Have Nothing (Nous qui n'étions rien)
  - Catégorie « Romans et nouvelles de langue française » : Dominique Fortier pour Au péril de la mer
  - Catégorie « Poésie de langue anglaise » : Steven Heighton pour The Waking Comes Late
  - Catégorie « Poésie de langue française » : Normand de Bellefeuille pour Le poème est une maison de bord de mer
  - Catégorie « Théâtre de langue anglaise » : Colleen Murphy pour Pig Girl
  - Catégorie « Théâtre de langue française » : Wajdi Mouawad pour Inflammation du verbe vivre
  - Catégorie « Études et essais de langue anglaise » : Bill Waiser pour A World We Have Lost: Saskatchewan Before 1905
  - Catégorie « Études et essais de langue française » : Roland Viau pour Amerindia : essais d'ethnohistoire autochtone
- Prix Giller : Madeleine Thien Do Not Say We Have Nothing (Nous qui n'étions rien)
- Prix littéraire France-Québec : Anaïs Barbeau-Lavalette pour La Femme qui fuit
- Prix littéraire Québec-France Marie-Claire-Blais : Un jeune homme prometteur de Gautier Battistella
- Prix Robert-Cliche : Antoine Charbonneau-Demers pour Coco

## Chili
- Prix national de Littérature :

## Corée du Sud
- Prix Gongcho :
- Prix Jeong Ji-yong :
- Prix de littérature contemporaine (Hyundae Munhak) :
  - Catégorie « Poésie » :
  - Catégorie « Roman » :
  - Catégorie « Critique » :
- Prix Manhae :
- Prix Park Kyung-ni :
- Prix Yi Sang : Kim Kyung-uk pour 천국의 문

## Danemark
- Prix Hans Christian Andersen :

## Espagne
- Prix Cervantes : Eduardo Mendoza
- Prix Nadal :
- Prix Planeta :
- Prix national des lettres espagnoles :
- Prix national de littérature narrative :
- Prix national de poésie :
- Prix national de la jeune poésie :
- Prix national de l'essai :
- Prix national de littérature dramatique :
- Prix national de littérature d'enfance et de jeunesse :
- Prix Adonáis de poésie :
- Prix Anagrama :
- Prix Loewe :
- Prix de la nouvelle courte Casino Mieres :
- Prix d'honneur des lettres catalanes :
- Prix national de littérature de la Generalitat de Catalogne :
- Journée des lettres galiciennes :
- Prix de la critique Serra d'Or :

## États-Unis
- National Book Award : 
  - Catégorie « Fiction » : Colson Whitehead pour The Underground Railroad
  - Catégorie « Essais» : Ibram X. Kendi pour Stamped from the Beginning: The Definitive History of Racist Ideas in America
  - Catégorie « Poésie » : Daniel Borzutzky pour The Performance of Becoming Human
- Prix Hugo : 
  - Prix Hugo du meilleur roman : La Cinquième Saison (The Fifth Season) par N. K. Jemisin
  - Prix Hugo du meilleur roman court : Binti (Binti) par Nnedi Okorafor
  - Prix Hugo de la meilleure nouvelle longue : Pékin origami (Folding Beijing) par Hao Jingfang
  - Prix Hugo de la meilleure nouvelle courte : Des photos de chats, SVP (Cat Pictures Please) par Naomi Kritzer (en)
- Prix Locus :
  - Prix Locus du meilleur roman de science-fiction : La Miséricorde de l'ancillaire (Ancillary Mercy) par Ann Leckie
  - Prix Locus du meilleur roman de fantasy : Déracinée (Uprooted) par Naomi Novik
  - Prix Locus du meilleur roman pour jeunes adultes : La Couronne du berger (The Shepherd’s Crown) par Terry Pratchett
  - Prix Locus du meilleur premier roman : La Grâce des rois (The Grace of Kings) par Ken Liu
  - Prix Locus du meilleur roman court : Mémoire de métal (Slow Bullets) par Alastair Reynolds
  - Prix Locus de la meilleure nouvelle longue : Le Dogue noir (Black Dog) par Neil Gaiman
  - Prix Locus de la meilleure nouvelle courte : Des photos de chats, SVP (Cat Pictures Please) par Naomi Kritzer (en)
  - Prix Locus du meilleur recueil de nouvelles : Signal d'alerte (Trigger Warning: Short Fictions and Disturbances) par Neil Gaiman
- Prix Nebula :
  - Prix Nebula du meilleur roman : Tous les oiseaux du ciel (All the Birds in the Sky) par Charlie Jane Anders
  - Prix Nebula du meilleur roman court : Les Portes perdues (Every Heart a Doorway) par Seanan McGuire
  - Prix Nebula de la meilleure nouvelle longue : The Long Fall Up par William Ledbetter
  - Prix Nebula de la meilleure nouvelle courte : Seasons of Glass and Iron par Amal El-Mohtar
- Prix Pulitzer :
  - Catégorie « Fiction » : Viet Thanh Nguyen pour The Sympathizer (Le Sympathisant)
  - Catégorie « Biographie et Autobiographie » : William Finnegan pour Barbarian Days: A Surfing Life (Jours barbares)
  - Catégorie « Essai » : Joby Warrick pour Black Flags: The Rise of ISIS
  - Catégorie « Histoire » : T. J. Stiles pour Custer's Trials: A Life on the Frontier of a New America
  - Catégorie « Poésie » : Peter Balakian pour Ozone Journal
  - Catégorie « Théâtre » : Lin-Manuel Miranda pour Hamilton

## Finlande
- Prix Jarl-Hellemann :  Antero Tiittula, trad. de l'Histoire du siège de Lisbonne de José Saramago

## France
- Prix Femina : Le Garçon de Marcus Malte
  - Prix Femina étranger : Les Vies de papier de Rabih Alameddine
  - Prix Femina essai : Charlotte Delbo, la vie retrouvée de Ghislaine Dunant
  - Prix Femina des lycéens : Tropique de la violence de Nathacha Appanah
- Prix Goncourt : Chanson douce de Leïla Slimani
  - Prix Goncourt du premier roman : De nos frères blessés de Joseph Andras
  - Prix Goncourt des lycéens : Petit Pays de Gaël Faye
  - Prix Goncourt de la nouvelle : Histoires de Marie-Hélène Lafon
  - Prix Goncourt de la poésie : Le Printemps des Poètes
  - Prix Goncourt de la biographie : Aragon de Philippe Forest
  - Liste Goncourt : le choix polonais : Petit Pays de Gaël Faye
- Prix Interallié : Repose-toi sur moi de Serge Joncour
- Prix du Livre Inter : 7 de Tristan Garcia
- Prix Médicis : Laëtitia ou la Fin des hommes d'Ivan Jablonka
  - Prix Médicis étranger : Les Élus de Steve Sem-Sandberg
  - Prix Médicis essai : Boxe de Jacques Henric
- Prix Renaudot : Babylone de Yasmina Reza
  - Prix Renaudot essai : Le Monde libre d'Aude Lancelin
  - Prix Renaudot poche : La Mémoire du monde (intégrale) de Stéphanie Janicot
  - Prix Renaudot des lycéens : Giboulées de soleil de Lenka Hornakova-Civade
- Grand prix du roman de l'Académie française : Le Dernier des nôtres d'Adélaïde de Clermont-Tonnerre
- Prix du premier roman français :  Petit Pays de Gaël Faye
- Prix du premier roman étranger : Sur cette terre comme au ciel de Davide Enia
- Prix de l'Académie française Maurice-Genevoix :
- Prix Alexandre-Vialatte : Un beau début d'Éric Laurrent
- Prix Maurice-Genevoix : L'Oreille d'or d'Élisabeth Barillé
- Prix François-Mauriac de l'Académie française :
- Prix François-Mauriac de la région Aquitaine : La Grande Arche de Laurence Cossé
- Grand prix de la francophonie : Takeshi Matsumura pour l'ensemble de son œuvre
- Prix Décembre : Comment Baptiste est mort d'Alain Blottière
- Prix des Deux Magots : La Piste Pasolini de Pierre Adrian
- Prix de Flore : Double Nationalité de Nina Yargekov
- Prix Fénéon : Comme neige de Colombe Boncenne
- Prix France Culture-Télérama (Prix du roman des étudiants France Culture-Télérama) : En attendant Bojangles d'Olivier Bourdeaut
- Prix Landerneau des lecteurs : L'Insouciance de Karine Tuil
- Prix de la BnF : Jean Echenoz pour l'ensemble de son œuvre
- Prix Anaïs-Nin : Pour la peau d'Emmanuelle Richard
- Prix Boccace :
- Prix Hugues-Capet : Gonzague Saint Bris, Louis XI le méconnu (Albin Michel)[2]
- Prix Jean-Freustié : Un enfant plein d'angoisse et très sage de Stéphane Hoffmann
- Prix Jean-Monnet de littérature européenne du département de la Charente : Le marchand de premières phrases de Matei Vișniec (Roumanie) – traduit du roumain par Laure Hinckel (Actes Sud)
- Grand prix Jean-Giono : Comment Baptiste est mort d'Alain Blottière
- Prix Joseph-Kessel : Le Grand Marin de Catherine Poulain
- Prix du Quai des Orfèvres : Le crime était signé de Lionel Olivier
- Prix des libraires : Il était une ville de Thomas B. Reverdy
- Prix du roman Fnac : Petit Pays de Gaël Faye
- Prix littéraire du Monde : Laëtitia ou la Fin des hommes d'Ivan Jablonka
- Prix du roman populiste : Hugo Boris pour Police
- Prix Roger-Nimier : Les Âmes rouges de Paul Greveillac
- Prix Wepler : Histoire du lion Personne de Stéphane Audeguy
- Mention Spéciale du Prix Wepler : Anguille sous roche de Ali Zamir
- Grand prix RTL-Lire : En attendant Bojangles d'Olivier Bourdeaut
- Grand prix des lectrices de Elle : 
  - Grand Prix du roman : Je vous écris dans le noir de Jean-Luc Seigle
  - Grand Prix du polar : Les Infâmes de Jax Miller
  - Grand Prix du document : Et tu n’es pas revenu de Marceline Loridan-Ivens
- Grand Prix Roman de l'été Femme Actuelle :
  - Roman de l'été :
  - Polar de l'été :
  - Prix du Jury :
- Grand prix de l'Imaginaire :
  - Grand prix de l'Imaginaire « Roman francophone » :
  - Grand prix de l'Imaginaire « Roman étranger» :
  - Grand prix de l'Imaginaire « Nouvelle francophone » :
  - Grand prix de l'Imaginaire « Nouvelle étrangère » :
  - Grand prix de l'Imaginaire « Roman jeunesse francophone » :
  - Grand prix de l'Imaginaire « Roman jeunesse étranger » :
- Grand Prix de Poésie de la SGDL :
- Prix Rosny aîné « Roman » :
- Prix Rosny aîné « Nouvelle » :
- Prix Russophonie : Odile Belkeddar pour sa traduction de L'Insigne d'argent de Korneï Tchoukovski (École des Loisirs)
- Prix Octave-Mirbeau :
- Grand prix de la ville d'Angoulême : Hermann
- Fauve d'or : prix du meilleur album : Ici de Richard McGuire
- Prix littéraire des Grandes Écoles : Un marin chilien d'Agnès Mathieu-Daudé
- Prix Marguerite-Yourcenar : Hélène Cixous pour l'ensemble de son œuvre
- Prix Stanislas du premier roman : Élodie Llorca pour La correction
- Prix Orange du Livre : Vincent Message pour Défaite des maîtres et possesseurs

## Italie
- Prix Strega : Edoardo Albinati, La scuola cattolica (Rizzoli)
  - Prix Strega européen : Annie Ernaux (France) pour Gli anni (L'Orma)
- Prix Bagutta : Paolo Di Stefano, Ogni altra vita. Storia di italiani non illustri (Il Saggiatore) et Paolo Maurensig, Teoria delle ombre (Adelphi) (ex aequo)
- Prix Bancarella : Margherita Oggero, La ragazza di fronte (Mondadori)
- Prix Campiello : Simona Vinci pour La prima verità
- Prix Flaiano : 
  - Fiction : Jonathan Coe pour Numero undici (Number 11)
  - Poésie : ?
- Prix Malaparte : Elizabeth Strout[3].
- Prix Napoli :
- Prix Raymond-Chandler : Roberto Saviano
- Prix Scerbanenco : Fabio Stassi (it) pour La lettrice scomparsa (Sellerio Editore Palermo)
- Prix Stresa : Carmine Abate – La felicità dell'attes – Mondadori
- Prix Viareggio : 
  - Roman : Franco Cordelli Una sostanza sottile (Einaudi)
  - Essai : Bruno Pischedda, L'idioma molesto (Aragno)
  - Poésie : Sonia Gentili, Viaggio mentre morivo (Aragno)

## Japon
- Prix Akutagawa :

## Monaco
- Prix Prince-Pierre-de-Monaco : Adonis

## Royaume-Uni
- Prix Booker : Paul Beatty pour The Sellout (Moi contre les États-Unis d'Amérique)
- Prix James Tait Black :
  - Fiction : Eimear McBride pour The Lesser Bohemians
  - Biographie : Laura Cumming pour The Vanishing Man
  - Théâtre : David Ireland pour Cyprus Avenue
- Baileys Women's Prize for Fiction : Lisa McInerney pour The Glorious Heresies (Hérésies glorieuses)

## Russie
- Prix Bolchaïa Kniga : Leonid Yuzefovich, pour Zimnyaya doroga (Зимняя дорога )
- Prix Booker russe : Piotr Alechkovski, pour le roman La Citadelle.
- Prix Andreï-Biély : Alexandra Petrova

## Suisse
- Prix Jan Michalski de littérature : Guéorgui Gospodinov pour Physique de la mélancolie (Intervalles)
- Prix Michel Dentan :
- Prix du roman des Romands :
- Prix Schiller :
- Prix Ahmadou-Kourouma : Mbarek Ould Beyrouk pour Le Tambour des larmes (éditions Elyzad)